# Regionaal Archeologisch Museum
Het Regionaal Archeologisch Museum (RAM) is een archeologisch museum in de stad Maaseik in Belgisch Limburg.

## Geschiedenis
In de tweede helft van de negentiende eeuw werden archeologische vondsten uit de Maasvallei, door deskundigen uit Brussel en Luik, systematisch geregistreerd. De voorwerpen kwamen terecht in musea te Brussel, Luik, Hasselt en Tongeren. Begin 20e eeuw ontstonden in Maaseik enkele particuliere verzamelingen. Deze waren de voorlopers van de collectie archeologische voorwerpen die een plaats zou vinden in het Stedelijk Museum. Dit museum werd in 1940, vlak voor het uitbreken van de Tweede Wereldoorlog, geopend in het Koetshuis langs de Eikerstraat. In 1964 werd de collectie overgebracht naar een nieuwbouwpand dat grensde aan het Apotheekmuseum.
Nadat in 1973 bij Ophoven een Merovingisch grafveld was opgegraven, en in 1975 nabij Maaseik een Romeins grafveld, werd de behoefte aan een eigen archeologische dienst steeds sterker gevoeld. Daarbij kwamen de noodopgravingen in de grindwinningsgebieden in de Maasvallei. In 1984 werd een stadsarcheoloog aangesteld, die tevens conservator van een op te richten archeologisch museum zou zijn.
In 1982 was er al een verdieping van een pand aan de Markt ter beschikking gesteld, dat echter te klein bleek. In 1987 werd daarom het zogeheten Museactron geopend, in een veel groter nieuwbouwpand.
Het archeologisch onderzoek omvatte nu ook voorwerpen die gevonden werden bij onderzoeken in verband met verbouwingen van woningen in Maaseik, en ook bij grootschalige projecten. Dit betrof bijvoorbeeld een Romeinse begraafplaats nabij Geistingen, die in 1989 werd onderzocht.
Het Museactron werd, na enige tijd gesloten geweest te zijn in verband met verbouwingen, in 2009 weer heropend, nu als Regionaal Archeologisch Museum. De collectie wordt tentoongesteld aan de hand van een in 21 blokken verdeelde tijdlijn, die loopt van de Oude Steentijd tot de 19e eeuw.

## Afbeeldingen

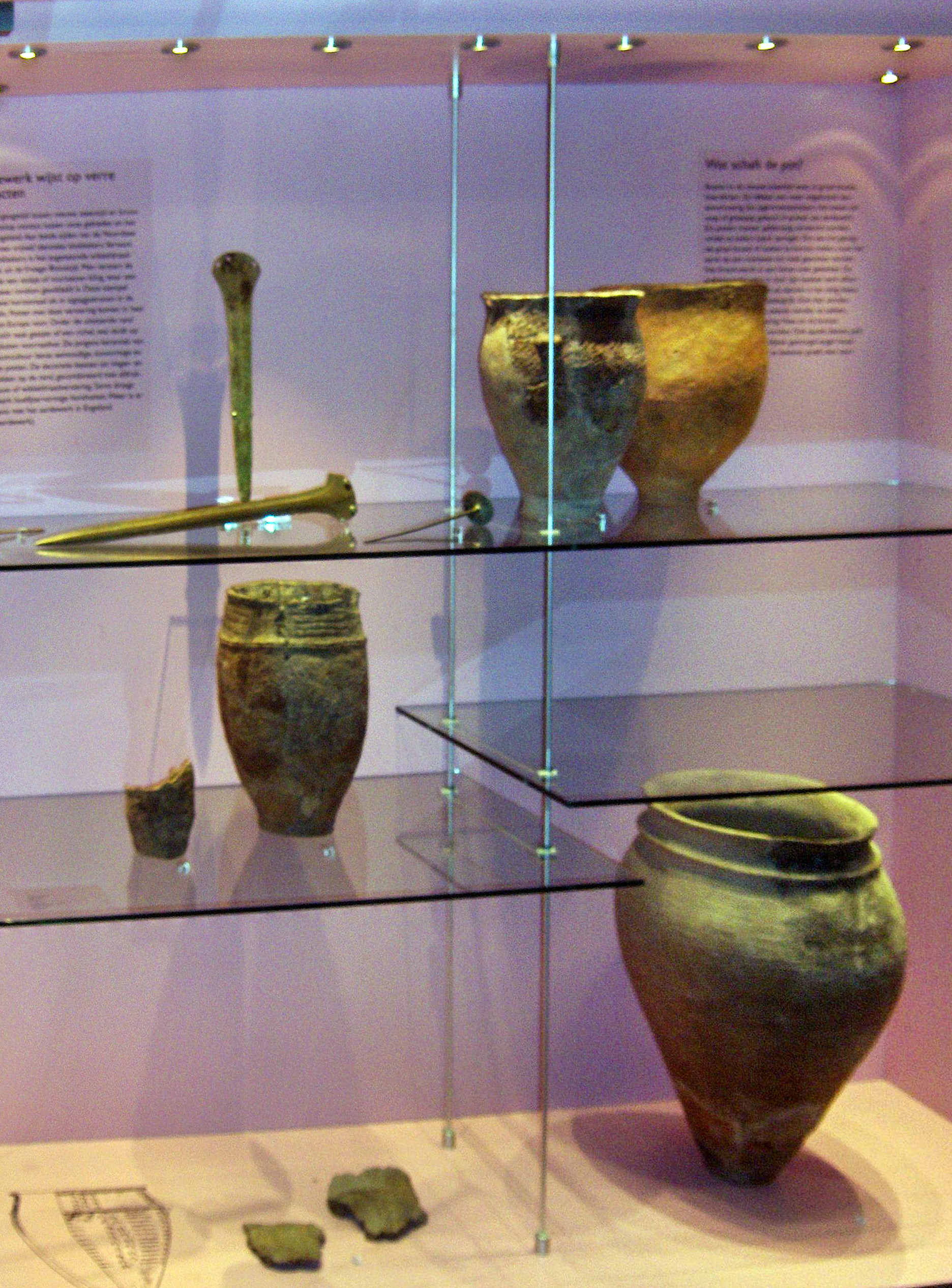
Prehistorische urnen
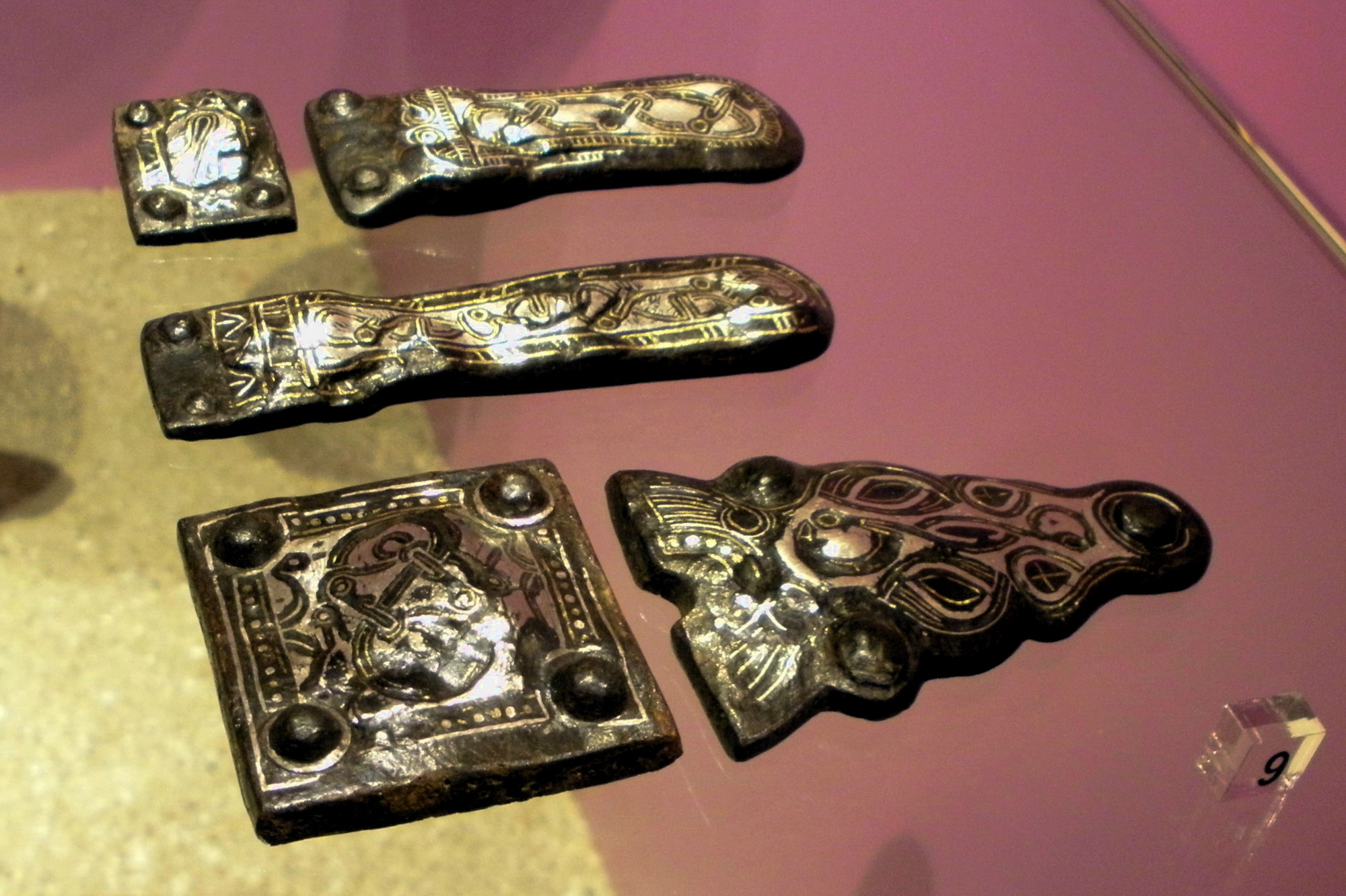
Merovingische gespen (7e eeuw)
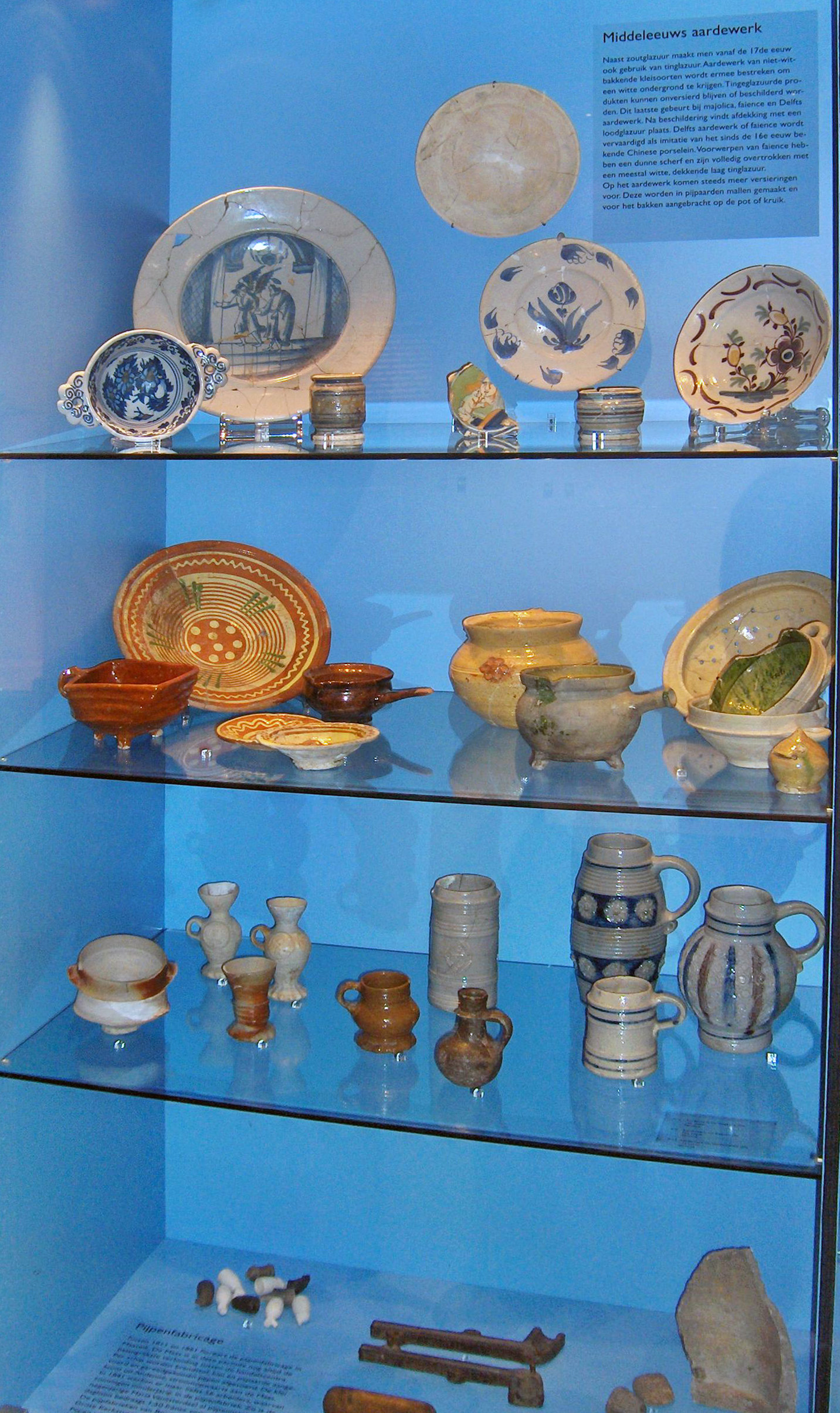
Aardewerk (15e-17e eeuw)
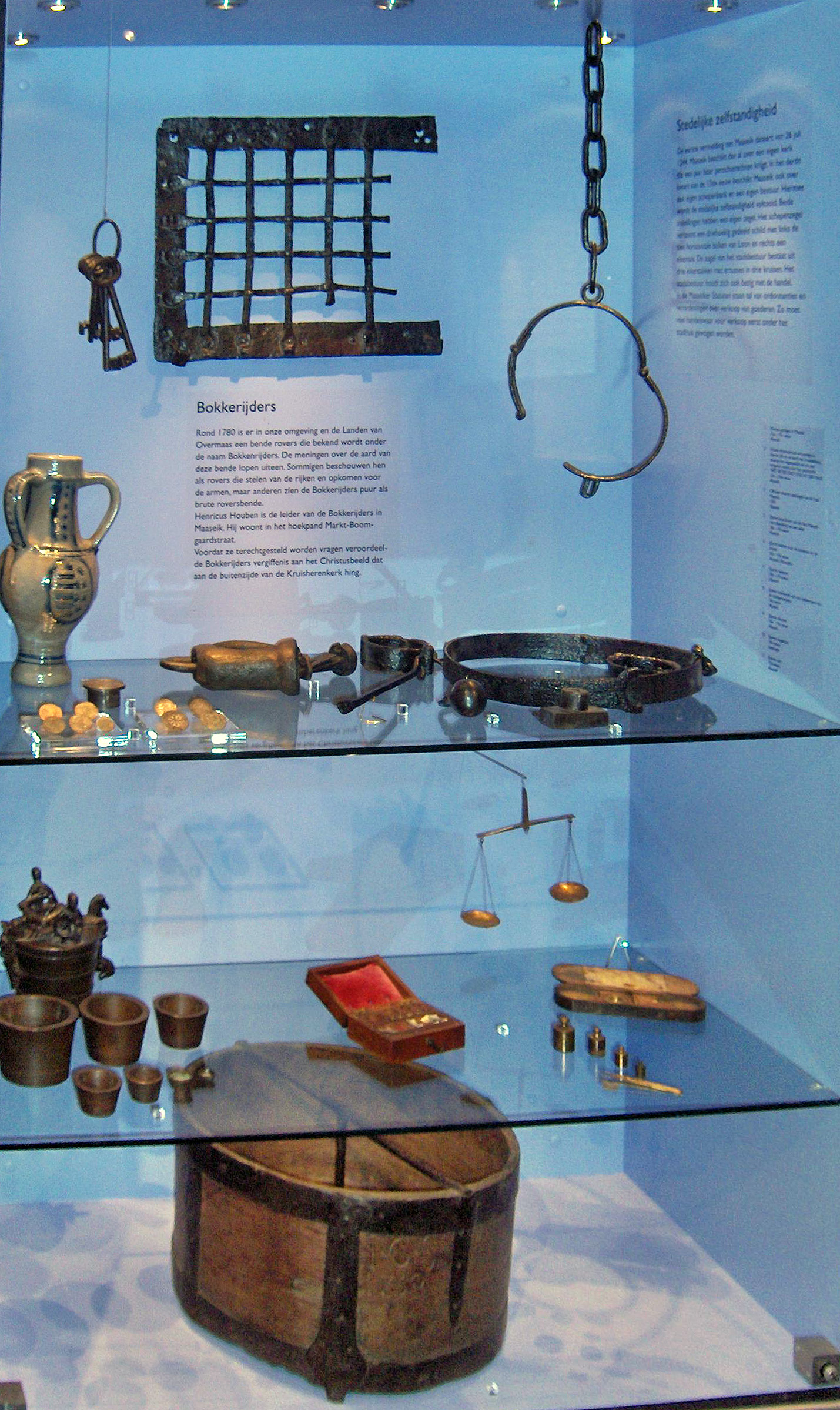
Boeien en martelwerktuigen

## Musea Maaseik
Het Regionaal Archeologisch Museum behoort, samen met het Apotheekmuseum en het museum van de Kerkschatten van Sint-Catharina, tot de drie musea van Musea Maaseik.